# Courbehaye
Courbehaye település Franciaországban, Eure-et-Loir megyében. Lakosainak száma 137 fő (2022. január 1.). Courbehaye Villiers-Saint-Orien, Cormainville, Nottonville, Sancheville, Fontenay-sur-Conie, Orgères-en-Beauce és Guillonville községekkel határos.

## Népesség
A település népességének változása:
| Lakosok száma | 174  | 137  | 116  | 120  | 133  | 134  | 137  | 136  | 135  | 137  |
|               | 1968 | 1982 | 1990 | 2006 | 2013 | 2015 | 2017 | 2019 | 2020 | 2022 |